# 福岡精一

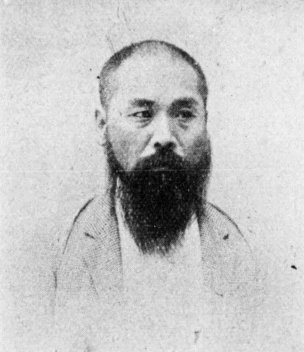
福岡精一

福岡 精一（ふくおか せいいち、安政2年4月8日（1855年5月23日） - 昭和17年（1942年）4月9日）は、日本の衆議院議員（立憲政友会）、弁護士。

## 経歴
三河国加茂郡殿貝津村（現在の愛知県豊田市）に福岡新蔵の二男として生まれる。幼時は僧籍にあり、大沼枕山のもとで漢学を学び、旃檀林で原坦山について哲学を学んだ。その後僧職を捨て、法学を学んで弁護士となり、岡崎町に事務所を開いた。
1881年（明治14年）に自由党が結成されるとこれに加入し、以後自由党系政党の支部幹事を務め、愛知県会議員にも選出された。
1902年（明治35年）、第7回衆議院議員総選挙に出馬し、当選。第10回まで4回連続当選を果たした。その後も1912年（大正元年）に補欠当選を果たした。